# Chloé Chevalier
Pour les articles homonymes, voir Chevalier.
Chloé Chevalier, née le 2 novembre 1995 à Saint-Martin-d'Hères, est une biathlète française. Avec sa sœur Anaïs Chevalier, elle participe au circuit de la Coupe du monde. Sa première victoire est collective : avec sa sœur Anaïs, Justine Braisaz-Bouchet et Julia Simon, elle remporte le relais féminin de Ruhpolding le 14 janvier 2022. Elle signe son unique podium individuel en Coupe du monde le 19 janvier 2023 en terminant deuxième du sprint à Antholz-Anterselva. Elle met fin à sa carrière professionnelle début 2025.

## Biographie
Chloé Chevalier, cadette de la biathlète Anaïs Chevalier, participe aux Jeux olympiques de la jeunesse d'hiver de 2012 à Innsbruck où elle remporte la médaille de bronze du relais mixte avec Léa Ducordeau, Aristide Bègue et Fabien Claude,. En janvier 2015 aux Championnats d'Europe à Otepää, elle termine 27e du sprint, puis onzième de la poursuite. Lors du relais, elle obtient la médaille de bronze avec sa sœur Anaïs Chevalier, Julia Simon et Coline Varcin. Elle obtient ses premières médailles mondiales à l'occasion des mondiaux juniors 2015, disputés à Minsk. Lors du sprint, elle termine troisième d'une course remportée par sa compatriote Léna Arnaud. Le lendemain, elle termine cinquième de la poursuite. Lors du relais, Chloé Chevalier, Julia Simon et Léna Arnaud remportent la médaille d'or en s'imposant devant la Russie et l'Allemagne.
Elle fait ses débuts en Coupe du monde en décembre 2015, disputant le sprint de Pokljuka où elle termine 69e, la victoire revenant à Marie Dorin-Habert. Cette course fait suite à une deuxième place la semaine précédente sur la poursuite de Ridnaun (Ridanna en italien) en IBU Cup.
En début de saison 2017-2018, elle obtient la troisième place de la poursuite de Lenzerheide en IBU Cup. Ce podium lui permet de retrouver le circuit de la coupe du monde pour l'étape du Grand-Bornand. Elle se classe dans le top 60 du sprint et peut ainsi disputer la poursuite. En janvier 2018, elle fait son retour en IBU Cup à Brezno où elle termine deuxième d'un sprint avant de retrouver la coupe du monde pour l'étape de Ruhpolding. Elle termine vingtième de l'Individuel, puis elle fait pour la première fois partie d'un relais en coupe du monde. Placée en troisième position derrière sa sœur Anaïs et Marie Dorin-Habert, elle réussit un dix sur dix aux tirs pour transmettre le relais en troisième position à Célia Aymonier qui termine finalement neuvième.
Lors des Championnats d'Europe 2018 à Ridnaun, elle remporte le titre de l'Individuel, malgré une minute de pénalité au tir. Deux jours plus tard, grâce à un très bon temps de ski, elle prend la médaille d'argent du sprint malgré une faute au tir. Elle remporte un second titre européen sur l'épreuve de la poursuite après un tir parfait, Julia Simon terminant troisième. Le relais mixte, qu'elle compose avec Enora Latuillière, Fabien Claude et Simon Fourcade, termine quatrième. Elle remporte finalement le petit globe de cristal de la poursuite de ce circuit, terminant deuxième du classement général derrière l'Allemande Karolin Horchler. Elle participe ensuite à la dernière étape de la coupe du monde, à Tioumen, où elle se classe 41e du sprint puis 36e de la poursuite.
Lors de la saison 2019-2020, elle monte sur son premier podium en relais dans la Coupe du monde à Nové Město. Lors de la saison saison 2021-2022 elle remporte le relais à Ruhpolding en Allemagne, en compagnie de Anaïs Chevalier-Bouchet, Justine Braisaz-Bouchet et Julia Simon.
Progressant au fil des saisons, elle monte pour la première fois sur un podium individuel de Coupe du Monde en janvier 2023, à l'occasion du sprint d'Antholz-Anterselva. Pointant en tête à l'entame du dernier tour de piste de ce sprint, elle termine la course à la deuxième place et laisse la victoire à Dorothea Wierer pour 2,8 secondes.
Sa saison 2023-2024 est perturbée par une mononucléose contractée en début d'hiver. Elle perd notamment sa place en Coupe du monde à l'issue du premier « trimestre ».
Le 19 octobre 2024, elle est sacrée championne de France du sprint de biathlon d'été devant Lou Jeanmonnot et Julia Simon.
Elle commence la saison 2024-2025 en IBU Cup et occupe la 3e place du classement général, derrière ses compatriotes Paula Botet et Camille Bened, à l'issue du premier trimestre.
Le 3 janvier 2025, elle annonce la fin de sa carrière 1 an après sa soeur, Anaïs Chevalier-Bouchet,, en raison d'une baisse de motivation pour le sport en compétition et ne pouvant espérer remonter à terme en Coupe du monde.

## Palmarès

### Championnats du monde
| Édition \ Épreuve | Individuel | Sprint | Poursuite | Mass start | Relais | Relais mixte | Relais mixte simple |
| ----------------- | ---------- | ------ | --------- | ---------- | ------ | ------------ | ------------------- |
| Pokljuka 2021     | —          | —      | —         | —          | 8e     | —            | —                   |
| Oberhof 2023      | 33e        | 15e    | 19e       | 13e        | 4e     | —            | —                   |

Légende :
- — : non disputée par Chloé Chevalier

### Coupe du monde
- Meilleur classement général : 16e en 2023.
- Meilleur résultat : 2e du sprint à Antholz-Anterselva en 2023.
- 11 podiums :
  - 1 podium individuel : 1 deuxième place.
  - 9 podiums en relais : 3 victoires, 3 deuxièmes places et 3 troisièmes places.
  - 1 podium en relais mixte : 1 troisième place.

Palmarès mis à jour le 11 mars 2023.

#### Classements en Coupe du monde
| Saison    | Individuel | Individuel | Individuel | Sprint  | Sprint | Sprint   | Poursuite | Poursuite | Poursuite | Mass start | Mass start | Mass start | Général | Général | Général  |
| Saison    | Courses    | Points     | Position   | Courses | Points | Position | Courses   | Points    | Position  | Courses    | Points     | Position   | Courses | Points  | Position |
| --------- | ---------- | ---------- | ---------- | ------- | ------ | -------- | --------- | --------- | --------- | ---------- | ---------- | ---------- | ------- | ------- | -------- |
| 2015-2016 |            |            |            | 1 / 9   | -      | n.c.     |           |           |           |            |            |            | 1 / 25  | -       | n.c.     |
|           |            |            |            |         |        |          |           |           |           |            |            |            |         |         |          |
| 2017-2018 | 1 / 2      | 21         | 34e        | 2 / 8   | -      | n.c.     | 2 / 7     | 5         | 75e       |            |            |            | 5 / 22  | 26      | 73e      |
| 2018-2019 |            |            |            | 1 / 9   | 1      | 92e      | 1 / 8     | -         | n.c.      |            |            |            | 2 / 26  | 1       | 101e     |
| 2019-2020 | 2 / 3      | 15         | 48e        | 7 / 8   | 41     | 50e      | 4 / 5     | 20        | 54e       |            |            |            | 13 / 21 | 76      | 53e      |
| 2020-2021 | 2 / 3      | 2          | 65e        | 9 / 10  | 118    | 27e      | 6 / 8     | 52        | 43e       | 1 / 5      | 8          | 48e        | 18 / 26 | 180     | 40e      |
| 2021-2022 | 2 / 2      | 24         | 30e        | 9 / 9   | 152    | 19e      | 6 / 7     | 65        | 34e       | 3 / 4      | 73         | 21e        | 20 / 22 | 314     | 22e      |
| 2022-2023 | 3 / 3      | 82         | 11e        | 7 / 7   | 192    | 13e      | 6 / 6     | 105       | 20e       | 4 / 4      | 110        | 11e        | 20 / 20 | 489     | 16e      |
| 2023-2024 | 1 / 3      | -          | n.c.       | 3 / 7   | 29     | 48e      | 1 / 7     | 14        | 62e       |            |            |            | 5 / 21  | 43      | 64e      |

#### Résultats détaillés en Coupe du monde
| Résultats détaillés en Coupe du monde | Résultats détaillés en Coupe du monde | Résultats détaillés en Coupe du monde | Résultats détaillés en Coupe du monde | Résultats détaillés en Coupe du monde | Résultats détaillés en Coupe du monde | Résultats détaillés en Coupe du monde | Résultats détaillés en Coupe du monde | Résultats détaillés en Coupe du monde | Résultats détaillés en Coupe du monde | Résultats détaillés en Coupe du monde | Résultats détaillés en Coupe du monde | Résultats détaillés en Coupe du monde | Résultats détaillés en Coupe du monde | Résultats détaillés en Coupe du monde | Résultats détaillés en Coupe du monde | Résultats détaillés en Coupe du monde | Résultats détaillés en Coupe du monde | Résultats détaillés en Coupe du monde | Résultats détaillés en Coupe du monde | Résultats détaillés en Coupe du monde | Résultats détaillés en Coupe du monde | Résultats détaillés en Coupe du monde | Résultats détaillés en Coupe du monde | Résultats détaillés en Coupe du monde | Résultats détaillés en Coupe du monde | Résultats détaillés en Coupe du monde | Résultats détaillés en Coupe du monde |
| Saison                                | 1                                     | 2                                     | 3                                     | 4                                     | 5                                     | 6                                     | 7                                     | 8                                     | 9                                     | 10                                    | 11                                    | 12                                    | 13                                    | 14                                    | 15                                    | 16                                    | 17                                    | 18                                    | 19                                    | 20                                    | 21                                    | 22                                    | 23                                    | 24                                    | 25                                    | 26                                    | Classement                            |
| ------------------------------------- | ------------------------------------- | ------------------------------------- | ------------------------------------- | ------------------------------------- | ------------------------------------- | ------------------------------------- | ------------------------------------- | ------------------------------------- | ------------------------------------- | ------------------------------------- | ------------------------------------- | ------------------------------------- | ------------------------------------- | ------------------------------------- | ------------------------------------- | ------------------------------------- | ------------------------------------- | ------------------------------------- | ------------------------------------- | ------------------------------------- | ------------------------------------- | ------------------------------------- | ------------------------------------- | ------------------------------------- | ------------------------------------- | ------------------------------------- | ------------------------------------- |
| 2015-2016                             |                                       |                                       |                                       |                                       |                                       |                                       |                                       |                                       |                                       |                                       |                                       |                                       |                                       |                                       |                                       |                                       |                                       |                                       |                                       | .                                     | .                                     | .                                     | .                                     |                                       |                                       |                                       | n.c.                                  |
| 2015-2016                             | IN                                    | SP                                    | PU                                    | SP                                    | PU                                    | SP 69e                                | PU                                    | MS                                    | SP                                    | PU                                    | MS                                    | IN                                    | MS                                    | SP                                    | PU                                    | SP                                    | MS                                    | SP                                    | PU                                    | SP                                    | PU                                    | IN                                    | MS                                    | SP                                    | PU                                    | MS Ann.                               | n.c.                                  |
|                                       |                                       |                                       |                                       |                                       |                                       |                                       |                                       |                                       |                                       |                                       |                                       |                                       |                                       |                                       |                                       |                                       |                                       |                                       |                                       |                                       |                                       |                                       |                                       |                                       |                                       |                                       |                                       |
| 2017-2018                             |                                       |                                       |                                       |                                       |                                       |                                       |                                       |                                       |                                       |                                       |                                       |                                       |                                       |                                       |                                       | .                                     | .                                     | .                                     | .                                     |                                       |                                       |                                       |                                       |                                       |                                       |                                       | 73e                                   |
| 2017-2018                             | IN                                    | SP                                    | PU                                    | SP                                    | PU                                    | SP 57e                                | PU 55e                                | MS                                    | SP                                    | PU                                    | IN 20e                                | MS                                    | SP                                    | PU                                    | MS                                    | SP                                    | PU                                    | IN                                    | MS                                    | SP                                    | MS                                    | SP                                    | PU                                    | SP 41e                                | PU 36e                                | MS                                    | 73e                                   |
| 2018-2019                             |                                       |                                       |                                       |                                       |                                       |                                       |                                       |                                       |                                       |                                       |                                       |                                       |                                       |                                       |                                       |                                       |                                       |                                       |                                       | .                                     | .                                     | .                                     | .                                     |                                       |                                       |                                       | 101e                                  |
| 2018-2019                             | IN                                    | SP                                    | PU                                    | SP                                    | PU                                    | SP                                    | PU                                    | MS                                    | SP                                    | PU                                    | SP                                    | MS                                    | SP                                    | PU                                    | MS                                    | SI                                    | SP Ann.                               | SP                                    | PU                                    | SP                                    | PU                                    | IN                                    | MS                                    | SP 40e                                | PU 45e                                | MS                                    | 101e                                  |
| 2019-2020                             |                                       |                                       |                                       |                                       |                                       |                                       |                                       |                                       |                                       |                                       |                                       |                                       |                                       | .                                     | .                                     | .                                     | .                                     |                                       |                                       |                                       |                                       |                                       |                                       |                                       |                                       |                                       | 53e                                   |
| 2019-2020                             | SP 39e                                | IN 26e                                | SP 51e                                | PU 47e                                | SP 39e                                | PU 33e                                | MS                                    | SP 38e                                | MS                                    | SP 60e=                               | PU 36e                                | IN 63e                                | MS                                    | SP                                    | PU                                    | IN                                    | MS                                    | SP 60e=                               | MS                                    | SP 8e                                 | PU 34e                                | SP Ann.                               | PU Ann.                               | MS Ann.                               |                                       |                                       | 53e                                   |
| 2020-2021                             |                                       |                                       |                                       |                                       |                                       |                                       |                                       |                                       |                                       |                                       |                                       |                                       |                                       |                                       |                                       | .                                     | .                                     | .                                     | .                                     |                                       |                                       |                                       |                                       |                                       |                                       |                                       | 40e                                   |
| 2020-2021                             | IN 39e                                | SP 8e                                 | SP 59e                                | PU 43e                                | SP 97e                                | PU                                    | SP 20e                                | PU 17e                                | MS 27e                                | SP 18e                                | PU 35e                                | SP 65e                                | MS                                    | IN 64e                                | MS                                    | SP                                    | PU                                    | IN                                    | MS                                    | SP 41e                                | PU 48e                                | SP 30e                                | PU 31e                                | SP 12e                                | PU 29e                                | MS                                    | 40e                                   |
| 2021-2022                             |                                       |                                       |                                       |                                       |                                       |                                       |                                       |                                       |                                       |                                       |                                       |                                       |                                       |                                       |                                       | .                                     | .                                     | .                                     | .                                     |                                       |                                       |                                       |                                       |                                       |                                       |                                       | 22e                                   |
| 2021-2022                             | IN 48e                                | SP 56e                                | SP 8e                                 | PU 33e                                | SP 25e                                | PU 36e                                | SP 64e                                | PU                                    | MS                                    | SP 23e                                | PU 17e                                | SP 16e                                | PU 22e                                | IN 17e                                | MS 16e                                | IN                                    | SP                                    | PU                                    | MS                                    | SP 48e                                | PU 45e                                | SP 13e                                | MS 13e                                | SP 10e                                | PU 32e                                | MS 21e                                | 22e                                   |
| 2022-2023                             |                                       |                                       |                                       |                                       |                                       |                                       |                                       |                                       |                                       |                                       |                                       |                                       |                                       |                                       | .                                     | .                                     | .                                     | .                                     |                                       |                                       |                                       |                                       |                                       |                                       |                                       |                                       | 16e                                   |
| 2022-2023                             | IN 18e                                | SP 38e                                | PU 38e                                | SP 11e                                | PU 20e                                | SP 20e                                | PU 18e                                | MS 8e                                 | SP 36e                                | PU 29e                                | IN 16e                                | MS 10e                                | SP 2e                                 | PU 15e                                | SP 15e                                | PU 19e                                | IN 33e                                | MS 13e                                | SP 33e                                | PU 21e                                | IN 8e                                 | MS 10e                                | SP 4e                                 | PU Ann.                               | MS 24e                                |                                       | 16e                                   |
| 2023-2024                             |                                       |                                       |                                       |                                       |                                       |                                       |                                       |                                       |                                       |                                       |                                       |                                       |                                       |                                       | .                                     | .                                     | .                                     | .                                     |                                       |                                       |                                       |                                       |                                       |                                       |                                       |                                       | 64e                                   |
| 2023-2024                             | IN 42e                                | SP 12e                                | PU N.P.                               | SP 48e                                | PU N.P.                               | SP 45e                                | PU 27e                                | MS                                    | SP                                    | PU                                    | SP                                    | PU                                    | IN                                    | MS                                    | SP                                    | PU                                    | IN                                    | MS                                    | IN                                    | MS                                    | SP                                    | PU                                    | SP                                    | PU                                    | MS                                    |                                       | 64e                                   |

#### Podiums en relais en Coupe du monde
| Podiums en relais en Coupe du monde | Podiums en relais en Coupe du monde | Podiums en relais en Coupe du monde | Podiums en relais en Coupe du monde | Podiums en relais en Coupe du monde | Podiums en relais en Coupe du monde | Podiums en relais en Coupe du monde | Podiums en relais en Coupe du monde | Podiums en relais en Coupe du monde | Podiums en relais en Coupe du monde | Podiums en relais en Coupe du monde |
| n°                                  | Saison                              | Date                                | Lieu                                | Épreuve                             | Résultat                            | Composition                         | Composition                         | Composition                         | Composition                         | Compétition                         |
| ----------------------------------- | ----------------------------------- | ----------------------------------- | ----------------------------------- | ----------------------------------- | ----------------------------------- | ----------------------------------- | ----------------------------------- | ----------------------------------- | ----------------------------------- | ----------------------------------- |
| 1                                   | 2019-2020                           | 07-03-2020                          | Nové Město                          | Relais 4 x 6 km                     | Médaille d'argent                   | J. Simon                            | J. Braisaz                          | C. Chevalier                        | A. Bescond                          | Coupe du monde                      |
| 2                                   | 2020-2021                           | 05-12-2020                          | Kontiolahti                         | Relais 4 x 6 km                     | Médaille d'argent                   | A. Bescond                          | A. Chevalier-Bouchet                | C. Chevalier                        | J. Braisaz-Bouchet                  | Coupe du monde                      |
| 3                                   | 2020-2021                           | 04-03-2021                          | Nové Město                          | Relais 4 x 6 km                     | Médaille de bronze                  | A. Bescond                          | J. Braisaz-Bouchet                  | C. Chevalier                        | J. Simon                            | Coupe du monde                      |
| 4                                   | 2021-2022                           | 11-12-2021                          | Hochfilzen                          | Relais 4 x 6 km                     | Médaille de bronze                  | A. Bescond                          | A. Chevalier-Bouchet                | C. Chevalier                        | J. Braisaz-Bouchet                  | Coupe du monde                      |
| 5                                   | 2021-2022                           | 14-01-2022                          | Ruhpolding                          | Relais 4 x 6 km                     | Médaille d'or                       | A. Chevalier-Bouchet                | C. Chevalier                        | J. Braisaz-Bouchet                  | J. Simon                            | Coupe du monde                      |
| 6                                   | 2021-2022                           | 22-01-2022                          | Antholz                             | Relais 4 x 6 km                     | Médaille de bronze                  | C. Chevalier                        | J. Braisaz-Bouchet                  | P. Botet                            | A. Bescond                          | Coupe du monde                      |
| 7                                   | 2021-2022                           | 13-03-2022                          | Otepää                              | Relais mixte                        | Médaille de bronze                  | S. Desthieux                        | Q. Fillon Maillet                   | C. Chevalier                        | J. Braisaz-Bouchet                  | Coupe du monde                      |
| 8                                   | 2022-2023                           | 11-12-2022                          | Hochfilzen                          | Relais 4 x 6 km                     | Médaille d'or                       | L. Jeanmonnot                       | A. Chevalier-Bouchet                | C. Chevalier                        | J. Simon                            | Coupe du monde                      |
| 9                                   | 2022-2023                           | 22-01-2023                          | Antholz                             | Relais 4 x 6 km                     | Médaille d'or                       | L. Jeanmonnot                       | A. Chevalier-Bouchet                | C. Chevalier                        | J. Simon                            | Coupe du monde                      |
| 10                                  | 2022-2023                           | 11-03-2023                          | Ostersund                           | Relais 4 x 6 km                     | Médaille d'argent                   | L. Jeanmonnot                       | C. Chevalier                        | C. Colombo                          | A. Chevalier-Bouchet                | Coupe du monde                      |

### Championnats d'Europe Open
| Édition \ Épreuve        | Individuel                       | Super sprint                     | Sprint                    | Poursuite             | Mass start                       | Relais                           | Relais mixte                     | Relais mixte simple              |
| ------------------------ | -------------------------------- | -------------------------------- | ------------------------- | --------------------- | -------------------------------- | -------------------------------- | -------------------------------- | -------------------------------- |
| Otepää 2015              | 27e                              | Épreuve inexistante à cette date | 6e                        | 11e                   | Épreuve inexistante à cette date | Médaille de bronze, Europe       | Épreuve inexistante à cette date | Épreuve inexistante à cette date |
| Tioumen 2016             | Épreuve inexistante à cette date | Épreuve inexistante à cette date | 17e                       | 9e                    | 12e                              | Épreuve inexistante à cette date | 6e                               | —                                |
| Duszniki-Zdrój 2017      | 20e                              | Épreuve inexistante à cette date | N.P.                      | —                     | Épreuve inexistante à cette date | Épreuve inexistante à cette date | —                                | —                                |
| Ridnaun-Val Ridanna 2018 | Médaille d'or, Europe            | Épreuve inexistante à cette date | Médaille d'argent, Europe | Médaille d'or, Europe | Épreuve inexistante à cette date | Épreuve inexistante à cette date | 4e                               | —                                |
| Minsk-Raubichi 2019      | 7e                               | Épreuve inexistante à cette date | 23e                       | 31e                   | Épreuve inexistante à cette date | Épreuve inexistante à cette date | 9e                               | —                                |
| Minsk-Raubichi 2020      | Épreuve inexistante à cette date | Médaille de bronze, Europe       | 10e                       | 12e                   | Épreuve inexistante à cette date | Épreuve inexistante à cette date | 7e                               | —                                |

Légende :
- : première place, médaille d'or
- : deuxième place, médaille d'argent
- : troisième place, médaille de bronze
- — : non disputée par Chloé Chevalier
- : pas d'épreuve
- N.P. : n'a pas pris le départ

### IBU Cup
- Meilleur classement général : 2e en 2017-2018
- Vainqueure du petit globe de cristal de l'individuel en 2017-2018
- 15 podiums :
  - 12 podiums individuels : 3 victoires, 7 deuxièmes places et 2 troisièmes places.
  - 1 podium en relais : 1 troisième place.
  - 4 podiums en relais mixte : 1 victoire, 2 deuxièmes places et 1 troisième place.

 Dernière mise à jour le 7 décembre 2024 

#### Podiums individuels en IBU Cup
| Podiums individuels en IBU Cup | Podiums individuels en IBU Cup | Podiums individuels en IBU Cup | Podiums individuels en IBU Cup   | Podiums individuels en IBU Cup | Podiums individuels en IBU Cup |
| n°                             | Saison                         | Date                           | Lieu                             | Épreuve                        | Résultat                       |
| ------------------------------ | ------------------------------ | ------------------------------ | -------------------------------- | ------------------------------ | ------------------------------ |
| 1                              | 2015-2016                      | 13-12-2015                     | Ridnaun-Val Ridanna              | Poursuite 10 km                | Médaille d'argent              |
| 2                              | 2017-2018                      | 10-12-2017                     | Lenzerheide                      | Poursuite 10 km                | Médaille de bronze             |
| 3                              | 2017-2018                      | 06-01-2018                     | Brezno-Osrblie                   | Sprint 7,5 km                  | Médaille d'argent              |
| 4                              | 2017-2018                      | 24-01-2018                     | Ridnaun-Val Ridanna (Ch. Europe) | Individuel 15 km               | Médaille d'or, Europe          |
| 5                              | 2017-2018                      | 26-01-2018                     | Ridnaun-Val Ridanna (Ch. Europe) | Sprint 7,5 km                  | Médaille d'argent, Europe      |
| 6                              | 2017-2018                      | 27-01-2018                     | Ridnaun-Val Ridanna (Ch. Europe) | Poursuite 10 km                | Médaille d'or, Europe          |
| 7                              | 2017-2018                      | 03-02-2018                     | Martell-Val Martello             | Poursuite 10 km                | Médaille d'argent              |
| 8                              | 2018-2019                      | 02-03-2019                     | Otepää                           | Sprint 7,5 km                  | Médaille d'or                  |
| 9                              | 2019-2020                      | 26-02-2020                     | Minsk-Raubichi (Ch. Europe)      | Super sprint                   | Médaille de bronze, Europe     |
| 10                             | 2023-2024                      | 07-03-2024                     | Obertilliach                     | Individuel court 12,5 km       | Médaille d'argent              |
| 11                             | 2024-2025                      | 28-11-2024                     | Idre Fjäll                       | Sprint 7,5 km                  | Médaille d'argent              |
| 12                             | 2024-2025                      | 07-12-2024                     | Geilo                            | Poursuite 10 km                | Médaille d'argent              |

### Championnats du monde juniors et de la jeunesse
| Édition \ Épreuve     | Individuel | Sprint                    | Poursuite                 | Relais               |
| --------------------- | ---------- | ------------------------- | ------------------------- | -------------------- |
| Kontiolahti 2012      | 22e        | 55e                       | 39e                       | 7e                   |
| Obertilliach 2013     | 6e         | 8e                        | 8e                        | 5e                   |
| Presque Isle 2014     | 5e         | 6e                        | 20e                       | 6e                   |
| Minsk-Raubichi 2015   | 17e        | Médaille de bronze, monde | 5e                        | Médaille d'or, monde |
| Cheile Gradistei 2016 | 7e         | 5e                        | Médaille de bronze, monde | 6e                   |

Légende :
- participation aux Championnats du monde de la jeunesse

- : première place, médaille d'or
- : troisième place, médaille de bronze

### Championnats d'Europe juniors
| Édition \ Épreuve | Individuel | Sprint                    | Poursuite | Relais mixte                     |
| ----------------- | ---------- | ------------------------- | --------- | -------------------------------- |
| Nové Město 2014   | 25e        | 16e                       | 11e       | 8e                               |
| Pokljuka 2016     | 7e         | Médaille d'argent, Europe | 7e        | Épreuve inexistante à cette date |

Légende :
- : deuxième place, médaille d'argent
- : pas d'épreuve

### Championnats de France
- 2019
  - Championne de France du relais mixte simple (avec Simon Fourcade)
- 2022
  - Championne de France de la mass start

### Championnats de France de biathlon d'été
- 2015
  - 2e de la poursuite
- 2016
  - 3e de la poursuite
- 2022
  - 2e du sprint court
  - 2e du sprint
  - 3e de la poursuite
- 2023
  - 3e de la poursuite
- 2024
  - 1re du sprint

### Jeux olympiques de la jeunesse d'hiver
- Médaille de bronze au relais mixte aux Jeux olympiques de la jeunesse d'hiver de 2012 à Innsbruck (Autriche).